# Міжнародна золота медаль Джеймса Ватта
Міжнаро́дна золота́ меда́ль Дже́ймса Ва́тта (англ. James Watt International Gold Medal) — нагорода за передові досягнення в інженерній справі, заснована у 1937 році і присуджується кожні два роки британським Інститутом інженерів-механіків (IMechE). Вона створена з нагоди 200-річчя з дня народження шотландського інженера-винахідника Джеймса Ватта (1736—1819), який у 1781 році створив парову машину своєї конструкції і, яка стала фундаментальною для змін, що принесла промислова революція як у Великій Британії, так і в решті світу. За інформацією IMechE, ця нагорода є «найвищою, яку може присудити установа, і найвищою, яку може досягти інженер-механік».
Номінанти нагороди висуваються на міжнародному рівні: інженерні асоціації з усього світу мають право подавати свої пропозиції. Дехто вважає цю медаль «Нобелівською премією з машинобудування».
Менше відома медаль, також названа на честь Джеймса Ватта, вручається британським Інститутом інженерів-будівельників (ICE).

## Лауреати нагороди
Лауреатами Міжнародної золотої медалі Джеймса Ватта стали:
- 1937 Джон Аспінолл[en]
- 1939 Генрі Форд
- 1941 Аурел Стодола
- 1943 Ентоні Мішелл[en]
- 1945 Фредерік Ланчестер
- 1947 Степан Тимошенко
- 1949 Фредерік Люнгстрем[en]
- 1951 Ганс Генрік Блахе[de])
- 1953 Геррі Рікардо[en]
- 1955 Ігор Сікорський
- 1957 Вальтер Бауерсфельд[en]
- 1959 Клод Гібб[en]
- 1961 Теодор фон Карман
- 1963 Вільям Станьє[en]
- 1965 Джеффрі Інграм Тейлор
- 1967 Іван Артоболевський
- 1969 Хідео Шіма[en]
- 1971 Роберт Роу Гілрут
- 1973 Крістофер Гінтон[en]
- 1975 Зігфрід Мейрер[de]
- 1977 Френк Віттл
- 1979 Раймонд Гікок[en]
- 1981 Якоб Ден-Гартог[en]
- 1983 Крістофер Кокерелл
- 1985 Г'ю Форд[en]
- 1987 Деніс Рук[en]
- 1989 Джон Штайнер (англ. John E. Steiner)
- 1991 Сойтіро Хонда
- 1993 Фредерік д'Алест[fr]
- 1995 Ейдзі Тойода[en]
- 1997 Сідні Гіллібранд (англ. Sydney Gillibrand)
- 1999 Бернард Кроссленд[en]
- 2001 Дункан Доусон[en]
- 2003 Ральф Робінс[en]
- 2005 Лерой Стівенсон Флетчер[en]
- 2008 Джон Спенс (англ. John Spence)
- 2010 Роджер Морган Гудолл (англ. Roger Morgan Goodall)
- 2012 Chung Sze-yuen[en]
- 2014 Річард Перрі-Джонс[en]
- 2016 Енн Доулінг[en]
- 2019 Девід Мак-Мертрі[en]
- 2021 Іжак Еціон (англ. Izhak Etsion)